# میازو، کیوتو
میازو در استان کیوتو در کشور ژاپن  واقع شده‌است  که دارای جمعیت ۲۰٬۵۶۵ نفر و مساحت ۱۶۹٫۳۲ کیلومتر مربع با تراکم جمعیت ۱۲۱  نفر در کیلومترمربع است و در تاریخ ۱ ژوئن ۱۹۵۴ به عنوان شهر شناخته شد.